# روبرت ستيوارت إدغار
روبرت ستيوارت إدغار (بالإنجليزية: Robert Stuart Edgar)‏ هو عالم وراثة أمريكي، ولد في 15 سبتمبر 1930، وتوفي في 1 فبراير 2016.